# Tropiocolotes tripolitanus
Tropiocolotes tripolitanus är en ödleart som beskrevs av  Peters 1880. Tropiocolotes tripolitanus ingår i släktet Tropiocolotes och familjen geckoödlor. IUCN kategoriserar arten globalt som livskraftig.

## Underarter
Arten delas in i följande underarter:
- T. t. occidentalis
- T. t. algericus
- T. t. somalicus
- T. t. apoklomax
- T. t. tripolitanus